# Tontic
Tontic är en ort i Mexiko.   Den ligger i kommunen San Cristobal De Casas och delstaten Chiapas, i den sydöstra delen av landet, 800 km öster om huvudstaden Mexico City. Tontic ligger 2 376 meter över havet och antalet invånare är 120.
Terrängen runt Tontic är lite kuperad. Runt Tontic är det tätbefolkat, med 459 invånare per kvadratkilometer. Närmaste större samhälle är San Cristóbal de las Casas, 6,1 km väster om Tontic. I omgivningarna runt Tontic växer i huvudsak städsegrön lövskog.